# International Scout and Guide Fellowship
De International Scout and Guide Fellowship (ISGF) is een wereldorganisatie die alle volwassen leden van Scouting Internationaal verbindt. De organisatie was een idee van de Deen Erik Sjoqvist en mr. J.S. Wilson en werd opgericht in 1953 in Zwitserland.
Oorspronkelijk droeg de organisatie de naam "International Fellowship of Former Scouts and Guides" (IFOFSAG). Deze naam werd in 1996 omgezet in de huidige naam. Lidmaatschap van de International Scout and Guide Fellowship is mogelijk voor vroegere leden van de World Association of Girl Guides and Girl Scouts (WAGGGS) en de World Organization of the Scout Movement (WOSM) en voor volwassenen die niet de kans hadden om jeugdlid of leider bij scouting te zijn, maar die in de idealen van scouting geloven. De organisatie wordt zowel erkend als gesteund door zowel de WOSM als de WAGGGS.
Wereldwijd zijn er zo'n 55.000 leden, verdeeld over 63 lid-landen en 38 individuele takken.
Deze individuele takken zijn een apart lid van de organisatie omdat ze (nog) niet aangesloten zijn bij een nationale organisatie.

Nederland is zo'n individuele tak en dus lid van deze organisatie en in België zijn de Oudscouts en Oudgidsen van België (OSOGB) (pluralistische scouting), de Vlaamse Oud-Scouts en Oud-Gidsen (VOSOG) en Fédération des Groupements d'Adultes Scouts et Guides (FEGASEG) onderdeel van het genootschap.

## Doelstellingen
- Persoonlijk de geest van wet en belofte levend te houden
- Deze geest over te brengen in de woon- en werkomgeving
- Scouting actief te steunen in de omgeving, land en wereldwijd